# مرغ باران مورفی
مرغ باران مورفی (نام علمی: Pterodroma ultima) نام یک گونه از سرده مرغ باران خرمگسی است.